# Giuseppe Ausilio Bertoli

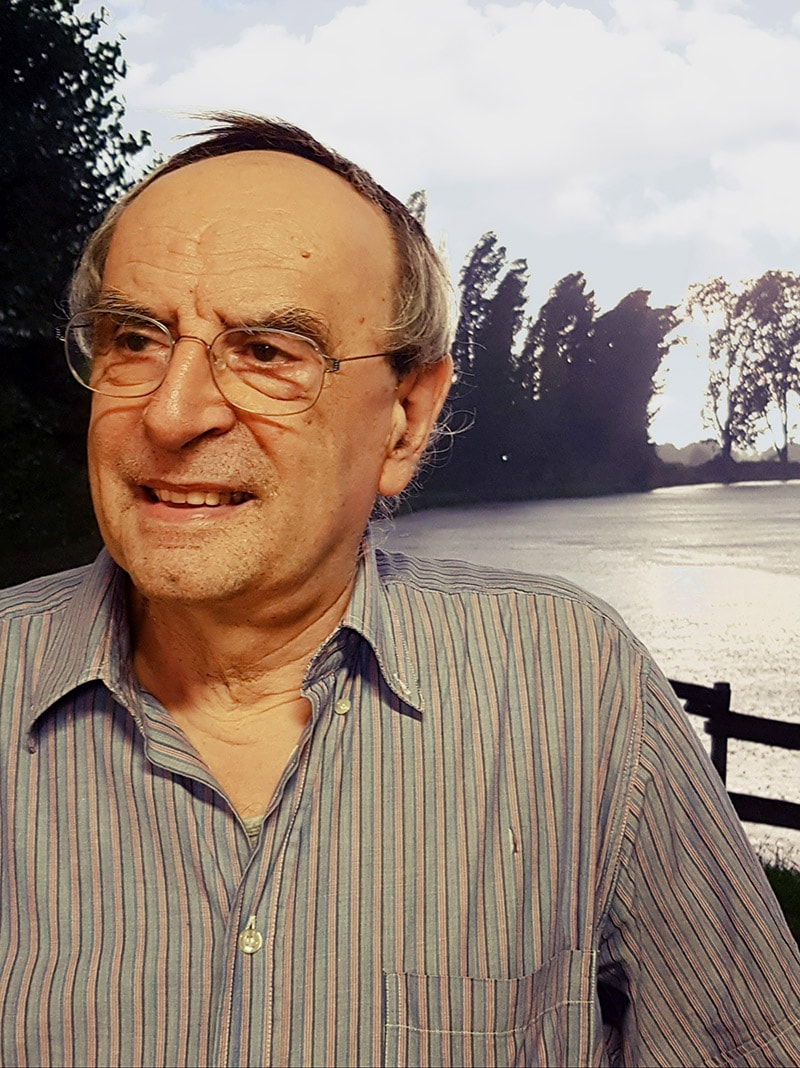
Giuseppe Ausilio Bertoli

Giuseppe Ausilio Bertoli (Grumolo delle Abbadesse, 24 agosto 1945) è uno scrittore italiano.

## Biografia
Giuseppe Ausilio Bertoli è nato a Grumolo delle Abbadesse, in provincia di Vicenza nel 1945. Ha studiato all'Università di Trento, all'Università Ca' Foscari Venezia e all'Università di Urbino, dove si è laureato in Sociologia con il professor Enrico Mascilli Migliorini, che gli ha pubblicato la tesi “Tipologia della comunicazione aziendale” nei Quaderni di Sociologia della Comunicazione (1976). È anche ricercatore sociale e pubblicista. Vive tra Vicenza e Padova.
La critica letteraria Rosanna Favilla ha scritto di lui: “Le descrizioni minuziose, il gusto del particolare ossessivo, le paure metafisiche per gli accidenti minimi, l'inclinazione al paradosso fanno di Bertoli un erede diretto della tradizione scapigliata” (v. Il veggente di Bovo, Solfanelli, 1991). Mentre l'italianista Elvio Guagnini: “Il linguaggio di Bertoli vuole essere aderente a una quotidianità dalla quale, talvolta, emergono reperti gergali, una piccola babele linguistica corrispondente alla condizione linguistica dei nuovi attori internazionali della scena provinciale” (v. Giostra mentale, Manni, 2001). Il critico Gianni Giolo ha invece scritto: “Le sue storie sono tutte ambientate nel Nordest ricco e opulento che crede solo nel successo e nel denaro, e di questo mondo specioso e fatuo Bertoli è il più grande demistificatore” (v. Scrittori di Vicenza, Editrice Veneta, 2004).
Il critico Gianni Giolo ne ha illustrato l'opera letteraria sia nel volume “Scrittori di Vicenza”, Vicenza, Editrice Veneta, 2004, sia nel saggio “A ciascuno il suo”, Torino, Genesi, 2015, e nel saggio online “La civiltà contadina: ieri e oggi. Un saggio sulla letteratura veneta”, Vicenza, Biblioteca Internazionale La Vigna, 2023.
Per i suoi libri di narrativa ha ricevuto diversi riconoscimenti, tra cui il Premio speciale “Ferdinando Palmieri 2018” Archiviato il 28 giugno 2018 in Internet Archive. a Rovigo e il Premio alla carriera “Maria Monteduro 2018” a Santa Maria di Leuca.

## Opere
Giuseppe Ausilio Bertoli è autore prolifico di racconti, romanzi e saggi, tra cui:
- Il veggente di Bovo, Chieti, Solfanelli, 1991 (prefazione di Rosanna Favilla);
- Amore per ipotesi, Udine, Campanotto Editore, 1994;
- Ricerche amorose, Udine, Campanotto Editore, 1998 (introduzione di Elvio Guagnini);
- Gente tagliata, Venezia, Edizioni del Leone, 1996 (postfazione di Paolo Ruffilli);
- Giostra mentale, Lecce, Manni Editori, 2001 (introduzione di Elvio Guagnini);
- I temi della comunicazione, Milano, Lupetti - Editori di Comunicazione, 2004;
- Il vizio della notte, Bologna, Giraldi, 2007[2];
- La sirena dell'immortalità, Roma, Azimut, 2008;
- L'amore altro. Un'odissea nel Kosovo, Lecce, Besa, 2009 (commento di Anna Renda)[3][4];
- Rosso Africa, Sesto San Giovanni (Milano), Mimesis Edizioni, 2011[5][6][7][8];
- L'istinto primo, Ancona, Pequod Edizioni, 2014[9][10][11][12][13];
- Un mondo da buttare, Ancona, Pequod Edizioni, 2017 (postfazione di Michele Monina)[14][15][16][17][18][19][20][21][22];
- Veneti in controluce, Ravenna, Fernandel, 2018 - Recensioni elencate nella Rassegna stampa del libro, Fernandel editore;
- Che non si sappia, Perugia, Bertoni, 2023;
- L'amore ultimo, Perugia, Bertoni, 2025.

Molti suoi racconti sono stati pubblicati sulla rivista L’immaginazione di Manni Editori e sul quotidiano Il Giornale di Vicenza.